# Viterra (Immobilienunternehmen)

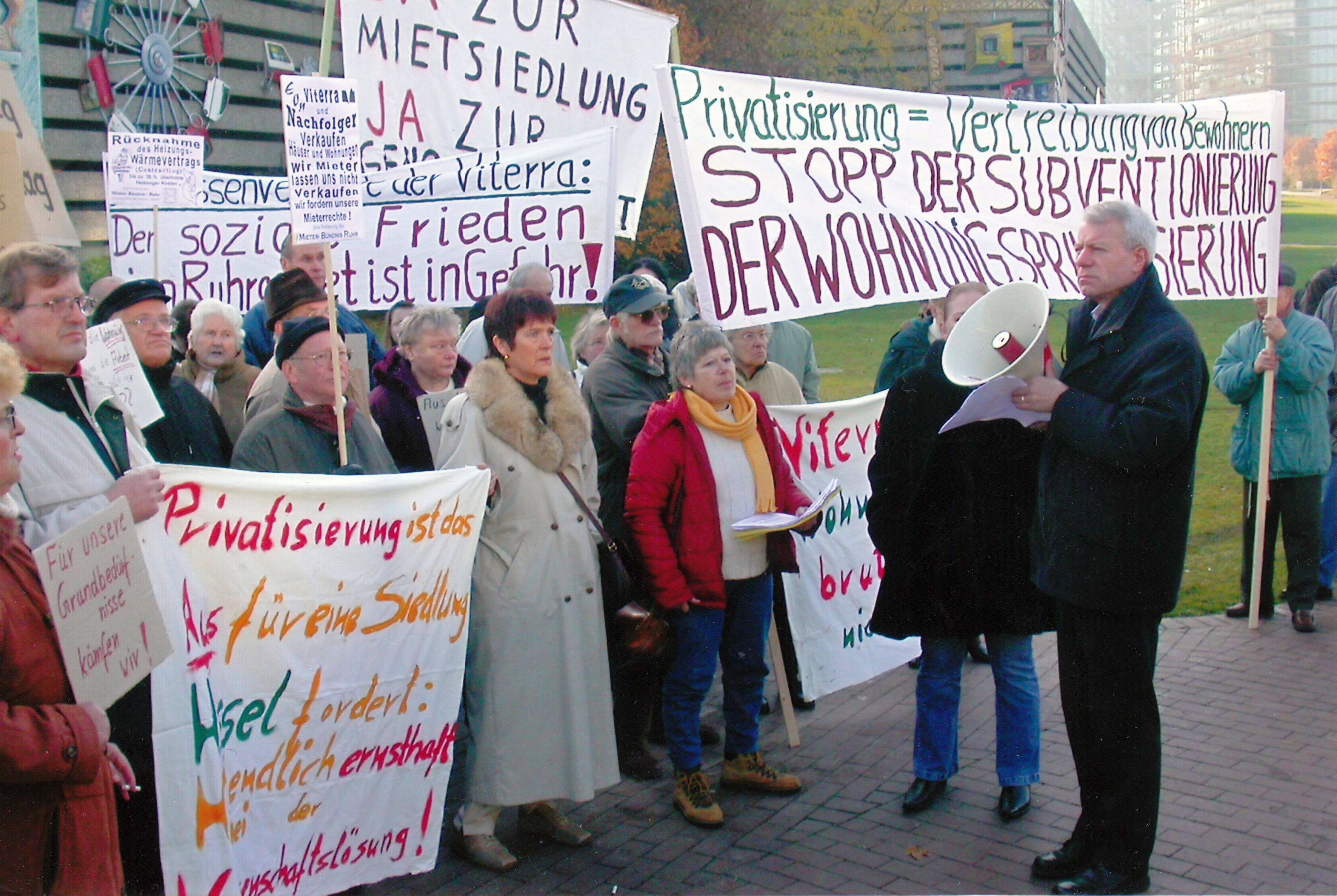
Mieterprotest gegen Viterra-Verkauf am 24. November 2004 vor dem Landtag in Düsseldorf

Die Viterra AG war ein Wohnungs- und Immobilienunternehmen, das von der VEBA (später E.ON) gegründet wurde. Sie hieß zunächst Veba Wohnen, später Veba Immobilien.
Die Immobilientochter des größten deutschen Energieversorgers E.ON AG war bis zum August 2005 mit 152.000 Wohnungen größter Immobilieneigentümer Deutschlands. Sie wurde 2005 von der Deutschen Annington Immobilien Gruppe (heute: Vonovia) für sieben Milliarden Euro übernommen.

## Geschichte
Im Jahr 1974 erfolgte der Zusammenschluss von Westdeutsche Wohnhäuser AG, Rheinisch-Westfälische Wohnstätten AG, Westfälische Wohnstätten AG und Ruhrwohnungsbau GmbH zur Unternehmensgruppe Wohnstätten. Im Jahr 1998 wurde die Gruppe Nord der Berliner Gesobau an die Veba Wohnen verkauft.
Die Bochumer Staatsanwaltschaft ermittelte 1997 wegen Unterschlagung. Dabei sollen in den vorherigen 20 Jahren Gelder in mindestens zweistelliger Millionenhöhe veruntreut worden sein.
Im Jahr 1998 wurden die Raab Karcher AG und die Veba Immobilien zur Viterra AG verschmolzen.
Nachdem die E.ON AG beschlossen hatte, ihre Immobilientochter zu verkaufen, kam es zu zahlreichen Siedlungsverkäufen und Wohnungsprivatisierungen, um die Viterra AG „kapitalmarktfähig“ zu machen. Das heißt, es wurde angenommen, dass für ein Wohnungsunternehmen dieser Größe keine Finanzanleger gefunden werden könnten. Die Wohnungsverkäufe führten zu Unruhen und Protesten unter den Mietern. Auf Druck von Mieterorganisationen und der Landesregierung veröffentlichte die Viterra AG am 26. August 2004 eine „Selbstverpflichtung zur sozialverträglichen Gestaltung von Wohnungsverkäufen“, die von der Erwerberin übernommen wurde und noch in Kraft ist.
Mit der Zustimmung des Aufsichtsrates im Mai 2005 – und nach der kartellrechtlichen Genehmigung der EU-Kommission – wurde die Viterra AG zum 14. August 2005 verkauft. Mit Vertragsabschluss schied Wolfhard Leichnitz, seit Frühjahr 2001 Vorstandsvorsitzender der Viterra-AG, einvernehmlich aus dem Unternehmen aus.
Käufer war das Düsseldorfer Unternehmen Deutsche Annington Immobilien GmbH (DAIG), ein Tochterunternehmen des britischen Private-Equity-Investors Terra Firma Capital Partners. Der Kaufpreis betrug sieben Milliarden Euro, woraus E.ON einen Buchgewinn von 2,4 Milliarden Euro erwartete.
Nach dem Kauf wurde die Deutsche Annington mit einem Bestand von fast 230.000 Wohnungen größter Immobilieneigentümer in Deutschland. Der Umbau der E.ON zu einem reinen Energieunternehmen (gemäß Jahresbericht 2004) ist damit abgeschlossen.
Durch den Zusammenschluss übernahm die Viterra AG im Jahr 2006 die Bezeichnung der Deutschen Annington.